# Chantal Vandierendonck
Chantal Vandierendonck (31 januari 1965) is een voormalig rolstoeltennisspeelster uit Nederland. In de jaren 1980 en 1990 behaalde ze vele nationale en internationale titels.

## Loopbaan
In 1983 raakte Vandierendonck als talentvolle 18-jarige tennisser gewond bij een verkeersongeluk. Ze bleef gebonden aan een rolstoel en koos ervoor, haar sportcarrière voort te zetten in het rolstoeltennis. Snel stootte ze door naar de nationale top, en in 1988 werd ze afgevaardigd naar de Paralympische Spelen in Seoel, waar rolstoeltennis als demonstratiesport was toegelaten. Vandierendonck veroverde daar de gouden medaille.  Op de Paralympics van 1992 in Barcelona won ze zilver in het enkelspel achter Monique van den Bosch, en samen met Monique goud in het dubbelspel,
en in 1996 (Atlanta) brons in het enkelspel en opnieuw goud in het dubbel. 
Daarnaast werd ze in 1991, 1996 en 1997 wereldkampioen, won ze zevenmaal de enkelspeltitel en tweemaal de dubbelspeltitel op de New York Open en stond ze 136 weken bovenaan de wereldranglijst van enkelspelers, en 107 weken op de lijst van dubbelspelers.
Vandierendonck is opgeleid als apotheker en werkt bij een farmaceutisch bedrijf in Eindhoven.

## Erkenning
- In 2010 ontving Chantal Vandierendonck de Brad Parks Award van de International Tennis Federation. De prijs is vernoemd naar de  bedenker van het rolstoeltennis.
- Op 3 maart 2014 werd ze als eerste Nederlander gekozen in de internationale Tennis Hall of Fame, en aansluitend tijdens het tennistoernooi van Newport in Newport (Rhode Island) officieel toegelaten tot dat illustere gezelschap.